# Округ Џонсон (Илиноис)
Округ Џонсон (енгл. Johnson County) је округ у америчкој савезној држави Илиноис.

## Демографија
По попису из 2010. године број становника је 12.582, што је 296 (-2,3%) становника мање 2000. године.
| Група             | 2000.          | 2010.          |
| Белци             | 10.553 (81,9%) | 11.056 (87,9%) |
| Афроамериканци    | 1.825 (14,2%)  | 1.006 (8,0%)   |
| Азијати           | 17 (0,1%)      | 22 (0,2%)      |
| Хиспаноамериканци | 368 (2,9%)     | 376 (3,0%)     |
| Укупно            | 12.878         | 12.582         |